# Kyselina chloromravenčí
Kyselina chloromravenčí (někdy též kyselina chloromethanová) je kapalná, organická látka se vzorcem CClHO2. Jedná se o chlorderivát kyseliny mravenčí, kde je vodík (jediný, nepočítaje ten v -COOH skupině) nahrazen atomem chloru.

## Výroba
Tato látka se vyrábí chlorací kyseliny mravenčí, dle rovnice:

HCOOH + 2Cl2 → ClCOCl + 2HCl

Reakce probíhá za zvýšené teploty. Tato látka je pak kontaminována chloridem kyseliny mravenčí. Dále je potřeba provést hydrataci (reakci s vodou):

ClCOCl + H2O → ClCOOH + HCl

Hydrolýza se provádí opatrně, aby se nezničil finální produkt. Produkt se dále čistí destilací.

## Reakce
Kyselina chloromravenčí reaguje s vodou za vzniku kyseliny mravenčí a kyseliny chlorovodíkové, dle rovnice:

ClCOOH + H2O → HCOOH + HCl

Proto musí být látka chráněna i před vzdušnou vlhkostí. Reakce je exotermní.

Kyselina chlormravenčí se používá jako karboxylační činidlo. Za přítomnosti Lewisovy kyseliny (nejčastěji chloridu hlinitého) se na molekulu uhlovodíku připojí -COOH skupina.

R-CH3 + ClCOOH —AlCl3→ R-CH2-COOH + HCl